# Thema
Il termine thema (in greco antico θέμα; al plurale θέματα, thémata) designa le circoscrizioni che nel VII secolo furono create per opera dell'imperatore bizantino Eraclio I, al fine - almeno inizialmente - di rinnovare l'assetto amministrativo e territoriale di tutto l'impero.
Il significato del vocabolo, che in greco classico indicava semplicemente "ciò che è posto", si era specializzato già all'epoca di Giustiniano I in reggimento.

## Teorie sulla nascita deithemata

### Georg Ostrogorsky
La teoria classica di Georg Ostrogorsky, secondo cui la ristrutturazione tematica dell'impero bizantino costituiva un progetto preordinato di Eraclio volto a sostituire nelle province l'amministrazione giustinianea con una più semplice, caratterizzata dalla riunificazione dei poteri civili e militari in un'unica persona, è oggi messa in discussione. Se è vero, infatti, che già sotto Eraclio si formarono i primi themata, pare ipotizzabile che l'intera struttura tematica ebbe uno sviluppo molto più lento e graduale.
Sembra comunque assodato che il modello a cui Eraclio si ispirò fu l'esarcato, in particolare l'Esarcato di Ravenna e l'Esarcato di Cartagine (Eraclio era il figlio dell'esarca a Cartagine Eraclio il Vecchio). Nell'esarcato, l'autorità politica e militare si fondevano nella persona dell'esarca, mentre nel modello tardo-romano (di Diocleziano e poi di Costantino I) vi era una netta separazione fra autorità politica e militare nelle province e nelle diocesi.
Scopo di Eraclio doveva comunque essere la difesa dei territori che nel VII secolo erano minacciati da diversi nemici su più fronti: i Sasanidi da oriente, gli Slavi e gli Avari nei Balcani, i Longobardi in Italia. Secondo la teoria classica dei themata questi si sarebbero formati in Asia Minore in seguito alla conquista persiana di Siria e Egitto; infatti i limitanei bizantini (cioè i soldati a difesa del limes), evacuando le zone invase, si stanziarono in Anatolia, dove insieme ai corpi scelti formarono i primi themata. Ostrogorsky sostiene che l'istituzione dei themata in Asia Minore permise a Eraclio di vincere i Persiani.
A conferma della sua ipotesi (secondo cui primi themata vennero istituiti negli anni 620) l'Ostrogorsky cita un passo di Teofane, in cui viene affermato che Eraclio si recò nel «territorio dei themata» nel 622, riprendendolo probabilmente (secondo Ostrogorsky) da una fonte coeva a Eraclio.

### Warren Treadgold
Warren Treadgold attribuisce l'importante riforma dei themata, in passato attribuita a Eraclio, a Costante II. Egli ritiene che non può essere stato Eraclio l'artefice di questa importante riforma per tre motivi:
- Nessuna fonte antica menziona l'esistenza dei themata ai tempi di Eraclio, a parte una di dubbia attendibilità.
- Se i themata hanno aiutato Eraclio a sconfiggere i Sasanidi, appare strano che poi non siano serviti a nulla contro gli Arabi, che hanno conquistato Siria e Egitto in poco meno di un decennio.
- Inoltre i primi themata furono istituiti in Asia Minore, mal collocati per fronteggiare un'invasione della Persia. Al contrario, il fatto che siano stati istituiti in Asia Minore indica che vennero istituiti dopo la conquista araba di Siria e Egitto.

Alcuni indizi suggeriscono invece che i themata vennero istituiti da Costante II negli anni della tregua con gli Arabi, tra il 659 e il 661. Tali indizi sono:
- Il fatto che l'Imperatore Costantino VII Porfirogenito a pag. 60 della sua opera De thematibus scrisse che il fondatore dei themata era "l'uomo dopo Eraclio" (il successore di Eraclio), quindi Costante II.
- Il fatto che in Anatolia (uno dei primi themata istituiti) le monete rinvenute risalenti a dopo il 658 siano più rare di quelle rinvenute datate a prima del 658, un fenomeno spiegabile con l'istituzione dei themata, dato che i soldati non venivano più pagati con i soldi ma con l'assegnazione di terre da coltivare; di conseguenza circolava meno denaro in Anatolia.
- Infine le fonti antiche menzionano i themata solo a partire dal 662, anno in cui Costante II raggiunse il thema degli Opsiciani da dove salpò per l'Italia.

I soldati (detti stratioti) non venivano più pagati in denaro, come accadeva in precedenza, ma in terre da coltivare, tagliando così le spese militari dei due terzi; in questo modo Bisanzio poteva mantenere ancora un grosso esercito nonostante la perdita delle prospere province di Siria ed Egitto. Un altro pregio della riforma dei themata è che i soldati erano più motivati a difendere la loro provincia dai nemici esterni in quanto la loro famiglia e i loro possedimenti erano proprio in quella provincia. Per questi motivi la riforma dei themata fu importantissima e arrestò o quantomeno rallentò l'espansione araba ai danni di Bisanzio.

### Teoria gradualista
La teoria di Ostrogorsky è stata rigettata da diversi studiosi moderni, i quali ritengono che i themata non furono il frutto di una riforma di Eraclio (o di Costante II, come ritiene il Treadgold), ma il risultato di un'evoluzione molto graduale dell'esercito bizantino, durata decenni, se non secoli. Secondo Jean-Claude Cheynet, i themata «non sono dunque il frutto di una riforma che potrebbe essere accreditata a un imperatore preciso, [...] né, d'altro canto, costituiscono la prosecuzione dei limitanei del Basso Impero..., dal momento che i limitanei erano scomparsi anche prima delle trasformazioni della seconda metà del VII secolo». Secondo lo studioso, la riforma dei themata avvenne in modo molto graduale e non fu dovuta a una particolare riforma: dapprima i themata erano semplicemente gli antichi eserciti di campo (comitatenses) dell'Impero ritiratesi in Anatolia in seguito alle conquiste islamiche, anche se le zone da dove ogni thema reclutava le truppe presero progressivamente il nome dall'esercito ivi stanziato; le vecchie province della Tarda Antichità continuarono ad esistere in ambito civile all'interno dei themata fino al IX secolo, quando il thema territoriale divenne l'unico riferimento amministrativo. Né è dimostrato, come hanno congetturato in passato storici come Ostrogorsky e Treadgold, che gli stratioti ricevessero fin dal VII secolo terreni da coltivare dallo stato, dato che l'esistenza di queste terre "stratiotiche" comincia ad essere attestato nelle fonti solo a partire dal X secolo circa.

## Thema
Inizialmente, in considerazione della lontananza dei territori dal centro dell'impero, parve sensato assegnare le terre ai soldati dei temi in cambio dei servizi di difesa territoriale offerti.
In tal modo i soldati, nei momenti di pace o quando erano inoperosi, potevano rimanere nella zona a coltivare la terra, corrispondendo delle tasse (e la terra, quando nel tempo il sistema tematico si istituzionalizzò, divenne un bene ereditario per tali soldati).
Governatore politico militare del thema, ma che non poteva essere della sua terra natia, era lo strategos, o catapano (il nome cambiava a seconda della regione interessata: in seguito il generale si sarebbe chiamato δούξ, precisa trascrizione del latino dux). Il generale del thema dell'Opsikion era invece il komes mentre il generale del thema degli Ottimati veniva chiamato domestikos, termini entrambi che rivelano l'origine imperiale di tali ufficiali. Questi due generali ricoprivano questa carica per via ereditaria. In tempo di pace, il generale di un thema svolgeva il compito di governatore di provincia e aveva il compito di raccogliere le tasse per poi versarle in congrua quantità all'imperatore.
In alcune regioni marittime non di confine venne creata una flotta militare e i soldati venivano adattati a compiti di marinaio. Si preferiva arruolare piuttosto nuovi cavalleggeri veloci negli spostamenti e combattivi in maniera tale da ostacolare l'avanzata araba.
Con il passare del tempo, comunque, l'Anatolia divenne sempre più sicura poiché gli assalti arabi diminuirono con il tempo di intensità. I soldati-contadini (gli stratiotai) potevano dedicare maggiormente le loro energie a coltivare piuttosto che a combattere, pur continuando anche loro a versare le tasse.

## Remunerazioni dei generali bizantini nel X secolo
I generali dei temi più antichi godevano di una migliore remunerazione e, grazie a questa calma, l'impero bizantino preferì in questa fase storica adibire a ruoli prettamente militari dei mercenari.
Nel IX secolo i governatori dei temi Anatolikon, Armeniakon e Thrakesion - i primi ad essere fondati - riscuotevano quaranta libbre d'oro all'anno, mentre quelli di Opsikion, Bucellarion e Makedonia guadagnavano trenta libbre all'anno; ai governatori dei temi di Cappadocia, Charsianon, Paflagonia, Colonea e Tracia spettavano venti libbre all'anno mentre tutti i restanti comandanti avevano un appannaggio di dieci libbre d'oro annue. Inoltre, alcuni strateghi che operavano in occidente non venivano retribuiti dall'impero ma trattenevano per sé - a discrezione - il loro compenso, prima di procedere al pagamento delle spettanze dell'esercito. Questa procedura non mancò di suscitare il malcontento dei soldati-contadini i quali nei periodi di pace, costretti a lavorare la terra e a vivere del frutto del loro lavoro più che di paghe ridotte, dovevano purtuttavia corrispondere onerose tasse.

## Thematadel X secolo
| Themata nell'850        | Themata nell'850 | Themata nell'850 | Themata nell'850 |
| Asia Minore             | Truppe fornite   | Europa           | Truppe fornite   |
| ----------------------- | ---------------- | ---------------- | ---------------- |
| Anatolikon              | 15.000           | Cephallonia      | 2.000            |
| Armeniakon              | 9.000            | Climata          | 2.000            |
| Kappadokia              | 4.000            | Dyrrachion       | 2.000            |
| Charsianon              | 4.000            | Hellas           | 2.000            |
| Kibyrrhaioton (marinai) | 2.000            | Makedonia        | 5.000            |
| Thrakesion              | 6.000            | Peloponnesos     | 2.000            |
| Opsikion                | 6.000            | Sikelia          | 2.000            |
| Optimaton               | 4.000            | Thessalonike     | 2.000            |
| Boukellarion            | 8.000            | Thrake           | 5.000            |
| Paphlagonia             | 5.000            |                  |                  |
| Chaldia                 | 4.000            |                  |                  |
| Seleukeia               | 7.000            |                  |                  |

L'Impero bizantino era costituito nel X secolo da trentuno themata, qui elencati in ordine alfabetico:
- Aigaion Pelagos - Thema costiero situato vicino a Costantinopoli, in territorio asiatico. Forniva unità navali e del suo territorio faceva anche parte l'isola di Lesbo. Era, in ordine di importanza, il diciannovesimo. Lo strategos della regione guadagnava 10 libbre d'oro all'anno.
- Anatolikon - Uno dei primi themata creati. Il suo territorio fu molto ridotto fino a rimanere un quarto di quello iniziale. Prossimo a Costantinopoli, era il più importante dell'impero. Il suo capoluogo era Amorio e il suo strategos beneficiava di 40 libbre d'oro all'anno, una delle retribuzioni maggiori in virtù dell'importanza di questa regione che forniva molti soldati, in particolare catafratti.
- Armeniakon - Anche questo fu uno dei primi themata creati e pure in questo caso il territorio originario fu ridotto drasticamente per quattro quinti. Situato vicino a Trebisonda (che per qualche tempo ne fece parte), era il secondo thema per importanza, con capoluogo Amasea. Lo strategos della regione guadagnava anch'esso 40 libbre d'oro all'anno.
- Boukellarion - Era un thema vicino a Costantinopoli, situato in territorio asiatico prossimo a Nicea. Era il quinto thema per importanza e il suo strategos godeva di una retribuzione pari a trenta libbre d'oro all'anno. Anche questa regione forniva molti soldati per la fanteria e la cavalleria leggera. Fu istituito da Costantino V Copronimo dopo la guerra contro l'usurpatore Artavasde.
- Chaldia - Nel territorio in cui dopo la quarta crociata si sarebbe fondato l'impero dei Comneni. Undicesimo per importanza, aveva per capoluogo Trebisonda. Il compenso per lo strategos di Chaldia era di dieci libbre d'oro all'anno. Si distingueva per i suoi grandi allevamenti di cavalli che fornirono le cavallerie dell'impero fino alla sua caduta.
- Charsianon - A metà strada tra Trebisonda e Costantinopoli. Settimo per importanza, aveva come capoluogo Cesarea (in Asia minore). Allo strategos di questa regione - anch'essa specializzata nel fornire soldati di terra - veniva dato un compenso di venti libbre d'oro all'anno.
- Cherson - Nella zona corrispondente all'attuale Crimea. Era il trentesimo per importanza e il suo capoluogo portava lo stesso nome, appunto Cherson. Lo strategos di questa regione non percepiva uno stipendio vero e proprio ma, riscuotendo personalmente le tasse dai soldati/contadini, poteva assegnarsi una prebenda adeguata. Questo thema veniva utilizzato specialmente come luogo di esilio.
- Dalmatia - Quasi indipendente dall'impero, si trovava sull'attuale costa dalmata ed era il ventinovesimo in ordine di importanza. Aveva come capoluogo Ragusa. Lo strategos tratteneva il suo compenso dalle tasse riscosse dai soldati/contadini.
- Dyrrachion - Nell'Epiro. Era il ventottesimo per importanza ed aveva come capoluogo Durazzo. Anche in questo caso il suo strategos si autoassegnava il compenso. Forniva pochissimi soldati.
- Hellas - Il territorio attorno ad Atene era il luogo in cui era situato questo thema, il ventiduesimo, con capoluogo la stessa Atene. Lo strategos di questa regione, come molti suoi omologhi di altre regioni, non godeva di uno stipendio effettivo, ma tratteneva il suo compenso dalle tasse corrisposte dai soldati-contadini. Hellas forniva molti fanti e numerose navi.
- Kappadokia - Il tema di Cappadocia si trovava nel cuore dell'Asia minore ed era sesto in ordine di importanza. Il suo strategos guadagnava venti libbre d'oro all'anno. Anch'esso era in grado di fornire molti catafratti.
- Kephalenia - Oggi Cefalonia, formato da alcune delle isole della Grecia, tra cui Corfù. Era il ventiseiesimo, in ordine di importanza, nell'Impero bizantino. Lo strategos della regione non aveva uno stipendio da parte dell'impero, ma riscuoteva le tasse dai soldati-contadini, da cui - come negli altri casi esaminati - tratteneva una sorta di stipendio commisurato ai suoi compiti. Questa regione forniva pochi marinai e poche navi.
- Kibyrrhaioton - Nel Sud-Ovest dell'Asia Minore, vicino a Rodi, era diciassettesimo, in ordine di importanza, nell'Impero bizantino. Il capoluogo era Attalia. Il suo strategos guadagnava dieci libbre d'oro all'anno. Questa regione forniva molte navi all'Impero.
- Koloneia - Vicino a Trebisonda, era il dodicesimo, in ordine di importanza, nell'Impero Bizantino. Il capoluogo era Colonea. Il suo strategos guadagnava venti libbre d'oro all'anno. Questa regione forniva molti catafratti.
- Langobardia - Nell'attuale sud Italia, era il ventiquattresimo, in ordine di importanza, nell'Impero bizantino. Il capoluogo era Bari. Lo strategos della regione non aveva uno stipendio da parte dell'impero, ma riscuoteva le tasse dai soldati/contadini, da cui - come negli altri casi esaminati - tratteneva una sorta di stipendio commisurato ai suoi compiti. Nel 975 lo strategos venne sottoposto a un catapano. Questa regione forniva molti fanti, e un po' di navi.
- Lykandos - Vicino a Trebisonda, era il quindicesimo, in ordine di importanza, nell'Impero bizantino. Il capoluogo era Licando. Il suo strategos guadagnava cinque libbre d'oro all'anno. Questa thema fu fatta fondare da Leone VI il Saggio. Questa regione forniva molti catafratti.
- Lucania - Creato nel 968 aveva come capoluogo Tursikon; dal 975 fu compreso nel Catepanato d'Italia[5]
- Makedonia - Presso Adrianopoli, vicino a Costantinopoli, nella parte balcanica. Questo thema era il decimo, in ordine di importanza, nell'Impero. Il capoluogo era Adrianopoli. Il suo strategos guadagnava trenta libbre d'oro all'anno. Questa regione forniva molti fanti, e arcieri.
- Mesopotamia - A Sud Trebisonda; era il tredicesimo, in ordine di importanza, nell'Impero bizantino. Lo strategos della regione non aveva uno stipendio da parte dell'impero, ma riscuoteva le tasse dai soldati/contadini, da cui - come negli altri casi esaminati - tratteneva una sorta di stipendio commisurato ai suoi compiti. Questa regione forniva molti catafratti.
- Nikopolis - A Nicopoli, in Grecia; era il ventunesimo, in ordine di importanza, nell'Impero. Il capoluogo era Nicopoli. Lo strategos della regione non aveva uno stipendio da parte dell'impero, ma riscuoteva le tasse dai soldati-contadini, da cui - come negli altri casi esaminati - tratteneva una sorta di stipendio commisurato ai suoi compiti. Questa regione forniva pochi arcieri e poche navi.
- Opsikion - In Bitinia; era il quarto, in ordine di importanza, nell'Impero. Il capoluogo era Nicea. In questa regione non c'era lo strategos, bensì c'era una carica diversa, e solo per questa regione, e cioè il komes, che guadagnava trenta libbre d'oro all'anno. Questa regione forniva molti picchieri, arcieri e cavalleria leggera. Questa regione fu rimpicciolita di due terzi, dall'estensione iniziale.
- Optimaton - A Costantinopoli; era il trentunesimo, in ordine di importanza, nell'Impero. Il capoluogo era Costantinopoli. In questa regione non c'era lo strategos, ma una carica diversa, e solo per questa regione, e cioè il domestikos, che guadagnava quaranta libbre d'oro all'anno. Questa regione forniva più stallieri che soldati.
- Paphlagonia - A metà strada tra Trebisonda, e Nicea; era l'ottavo, in ordine di importanza, nell'Impero. Il capoluogo era Amastri. Lo strategos guadagnava venti libbre d'oro all'anno. Questa regione forniva molti catafratti, e un po' di navi. Fu voluto dall'imperatore Teofilo.
- Peloponnesos - Nel Peloponneso, in Grecia; era il ventesimo, in ordine di importanza, nell'Impero. Il capoluogo era Corinto. Lo strategos della regione non aveva uno stipendio da parte dell'impero, ma riscuoteva le tasse dai soldati/contadini, da cui - come negli altri casi esaminati - tratteneva una sorta di stipendio commisurato ai suoi compiti. Questa regione forniva molti arcieri, fanteria leggera e poche navi.
- Samos - Nella lunga costa turca, verso il Mar Egeo; era il diciottesimo, in ordine di importanza, nell'Impero. Il capoluogo era Smirne. Lo strategos guadagnava dieci libbre d'oro all'anno. Questa regione forniva solo ed esclusivamente navi.
- Sebasteia - Vicino a Trebisonda; era il quattordicesimo, in ordine di importanza, nell'Impero. Il capoluogo era Sebastea. Lo strategos guadagnava cinque libbre d'oro all'anno. Questa regione forniva molti catafratti.
- Seleukeia - In Turchia; era il sedicesimo, in ordine di importanza, nell'Impero. Il capoluogo era Seleucia. Lo strategos guadagnava cinque libbre d'oro all'anno. Questa regione forniva molti catafratti.
- Sikelia - Si trovava in Sicilia; nel X secolo era il ventitreesimo, in ordine di importanza, nell'Impero. Il capoluogo fu inizialmente Siracusa, mentre a quel tempo era Rometta. Lo strategos della regione non aveva uno stipendio da parte dell'impero, ma riscuoteva le tasse dai soldati/contadini, da cui - come negli altri casi esaminati - tratteneva una sorta di stipendio commisurato ai suoi compiti. Nel X secolo, quando ormai la Sicilia era stata completamente conquistata dagli Arabi, fu sostituito dal thema di Calabria. Questa regione forniva molti arcieri, e poche navi.
- Strymon - Tra Tessalonica e Costantinopoli; era il venticinquesimo, in ordine di importanza, nell'Impero. Lo strategos della regione non aveva uno stipendio da parte dell'impero, ma riscuoteva le tasse dai soldati/contadini, da cui - come negli altri casi esaminati - tratteneva una sorta di stipendio commisurato ai suoi compiti. Questa regione forniva molti arcieri e picchieri.
- Thessalonike - A Tessalonica, e del territorio faceva anche parte monte Athos; era il ventisettesimo, in ordine di importanza, nell'Impero bizantino. Il capoluogo era Tessalonica. Lo strategos della regione non aveva uno stipendio da parte dell'impero, ma riscuoteva le tasse dai soldati/contadini, da cui - come negli altri casi esaminati - tratteneva una sorta di stipendio commisurato ai suoi compiti. Questa regione forniva molte poche unità.
- Thrake - Vicino a Costantinopoli; era il nono, in ordine di importanza, nell'Impero bizantino. Il capoluogo era Arcadiopoli. Lo strategos guadagnava venti libbre d'oro all'anno. Questa regione forniva molti arcieri e picchieri.
- Thrakesion - Nell'antica Ionia, nella parte occidentale dell'Asia Minore; era il terzo, in ordine di importanza, nell'Impero. Lo strategos guadagnava quaranta libbre d'oro all'anno. Questa regione forniva molti catafratti.

### Themata in ordine di importanza
Ordine dei Themata sotto il regno di Niceforo Focas:
- 1.- Anatolikon: Amorio
- 2.- Armeniakon: Amasea
- 3.- Thrakesion (Ionia)
- 4.- Opsikion: Dorylaeon
- 5.- Bukellarion: Ancyra
- 6.- Cappadocia
- 7.- Charsianon: Caesaraea
- 8.- Paphlagonia: Amastri
- 9.- Thrace - Byzantion: Arcadiopolis
- 10.- Makedonia: Adrianopolis
- 11.- Chaldia: Trapezus
- 12.- Coloneia: Colonea
- 13.- Mesopotamia
- 14.- Sebasteia: Sebastea
- 15.- Lycandos: Lycandos
- 16.- Seleukeia: Seleucia
- 17.- Cibyrrhaeoton: Cibyra; ex Thema dei Caravisiani (610-705)
- 18.- Samos: Smyrni
- 19.- Aigaion Pelagos (Aegeum): Mitylene
- 20.- Peloponnesos: Corynthos
- 21.- Nikopolis: Nikopolis
- 22.- Hellas: Athenae
- 23.- Calabria: Regium
- 24.- Langobardia: Barum
- 25.- Strymon
- 26.- Cephalenia
- 27.- Thessalonike: Thessalonika
- 28.- Dyrrachium: Dyrrachium
- 29.- Dalmatia: Ragusa
- 30.- Kherson (dall'835)
- 31.- Optimaton: Nikomedias

Nuovi Themata: (964 - 976)
- Sikelia, unito alla Calabria: Siracusa
- Cilicia: Tharsus
- Armenia: Theodosiopolis

### Struttura di un thema
La seguente tavola illustra la struttura di un thema, nello specifico il "Thema Thrakēsiōn", ca. 902-936:
| Nome           | Truppe | Unità subordinate                  | Ufficiale comandante      |
| -------------- | ------ | ---------------------------------- | ------------------------- |
| Thema          | 9 600  | 4 Tourmai                          | Strategos                 |
| Tourma         | 2 400  | 6 Droungoi                         | Tourmarches               |
| Droungos       | 400    | 2 Banda                            | Drungarios                |
| Bandon         | 200    | 2 Kentarchiai                      | Komes                     |
| Kentarchia     | 100    | 10 Kontoubernia                    | Kentarches/Hekatontarches |
| ...            | 50     | 5 Kontoubernia                     | Pentekontarches           |
| Kontoubernion  | 10     | 1 "Avanguardia" + 1 "Retroguardia" | Dekarchos                 |
| "Avanguardia"  | 5      | n.d.                               | Pentarches                |
| "Retroguardia" | 4      | n.d.                               | Tetrarches                |

## Altrithemataquasi indipendenti
I themata quasi indipendenti erano tre: Venetia, Sardinea (oggi Sardegna) e il Ducato di Napoli. Essi non fornivano soldati alla patria e versavano poche tasse, perché i contributi versati erano destinati principalmente a soddisfare i fabbisogni della zona (oggi si direbbe che costituivano, per così dire, una regione autonoma).
- Venetia - Thema situato nel Veneto. Il capoluogo era Venezia. Forniva moltissime galee. L'autorità principale non era lo strategos, ma il dux, che in epoca successiva si sarebbe chiamato doge. Ad esso venivano date trenta libbre d'oro all'anno e poteva ricevere anche altri denari, provento delle tasse versate. Il thema diventò di fatto indipendente nel 1080, sotto l'Imperatore Niceforo III Botaniate.
- Sardinea - Thema situato in Sardegna, con probabile capoluogo Cagliari. Come Venetia, forniva molte galere, e l'autorità principale era il dux, che riceveva venti libbre d'oro all'anno; percepiva anche altri soldi derivanti dalle tasse versate. Questo thema era quasi indipendente, soprattutto a causa della difficoltà del potere centrale bizantino di intervenire su un territorio tanto distante. Tale situazione, già riscontrabile nell'815 al tempo dell'imperatore Leone V l'Armeno, mutò a partire dall'XI secolo circa, quando la Sardegna si evolvette in una forma di governo totalmente autonoma. Perse definitivamente ogni retaggio culturale bizantino con la successiva influenza della Repubblica di Pisa prima e dalla Repubblica di Genova poi.
- Ducato di Napoli - nonostante la definizione ufficiale di "thema", si trattava piuttosto di un dominio. Il capoluogo era Napoli. Al potere era un duca (da qui il termine di "ducato"). Forniva molti arcieri e fanteria leggera. Fu conquistato dai Normanni nel 1137, ma già dal IX secolo la sudditanza all'Impero era diventata molto debole fino a concludersi nell'XI secolo, mentre i territori bizantini in Italia stavano cadendo sotto l'avanzata normanna.

## Altrithemataposteriori al X secolo
- Cipro - Il capoluogo del thema era Nicosia. Lo strategos della regione non riceveva uno stipendio dall'Impero, ma riscuoteva le tasse dai soldati/contadini, da cui - come negli altri casi esaminati - tratteneva una sorta di stipendio commisurato ai suoi compiti. Esso forniva parecchi dromoni.
- Creta - Il capoluogo era Heraklion. Lo strategos della regione non riceveva uno stipendio dall'Impero, ma riscuoteva le tasse dai soldati/contadini, da cui - come negli altri casi esaminati - tratteneva una sorta di stipendio commisurato ai suoi compiti. Forniva pochi dromoni. Cadde nel 1204, assorbita dall'Impero latino, ed in seguito divenne un possedimento della Repubblica di Venezia.
- Dobrugia - Il capoluogo era Costanza. Lo strategos della regione non riceveva uno stipendio dall'Impero, ma riscuoteva le tasse dai soldati/contadini, da cui - come negli altri casi esaminati - tratteneva una sorta di stipendio commisurato ai suoi compiti. Questo thema forniva pochi dromoni e molti cavalieri leggeri. La sua storia fu molto tormentata: fu sotto il dominio bulgaro per molto tempo, mentre riuscì a resistere come thema fino al 1204. Con la caduta di Costantinopoli, per mano crociata, i bizantini persero il contatto con le genti di questa regione, ed i bulgari si ripresero il territorio.
- Damasco - Il capoluogo era Damasco. Lo strategos della regione non aveva uno stipendio da parte dell'Impero, ma riscuoteva le tasse dai soldati/contadini, da cui - come negli altri casi esaminati - tratteneva una sorta di stipendio commisurato ai suoi compiti. Forniva pochi dromoni. Fu creato nel 975, e cadde nel 1038, per mano araba.
- Piccola Armenia - Il capoluogo era Edessa. Lo strategos della regione non riceveva uno stipendio dall'Impero, ma riscuoteva le tasse dai soldati/contadini, da cui - come negli altri casi esaminati - tratteneva una sorta di stipendio commisurato ai suoi compiti. Forniva pochi dromoni, molti arcieri e cavalleria leggera. Fu creata nel 975; cadde una prima volta nel 1080, per mano araba, ed una seconda, dopo essere stata rifondata nel 1180.
- Antiochia - Il capoluogo era Antiochia. Lo strategos della regione prendeva venti libbre d'oro all'anno. Forniva pochi dromoni, molti arcieri e cavalleria leggera. Fu creata nel 975; cadde una prima volta nel 1118, per mano araba, ed una seconda, dopo essere stata rifondata nel 1180.
- Bulgaria - Il capoluogo era Sofia. Lo strategos della regione non aveva uno stipendio da parte dell'Impero ma, riscuoteva le tasse dai soldati/contadini, da cui - come negli altri casi esaminati - tratteneva una sorta di stipendio commisurato ai suoi compiti. Forniva pochi arcieri a cavallo. Fu fondato da Basilio II Bulgaroctono nel 1014, e cadde nel 1204 con la caduta di Costantinopoli per mano crociata.
- Tessaglia - Il capoluogo era Larissa. Lo strategos della regione non aveva uno stipendio da parte dell'Impero, ma riscuoteva le tasse dai soldati/contadini, da cui - come negli altri casi esaminati - tratteneva una sorta di stipendio commisurato ai suoi compiti. Forniva molti arcieri.
- Belgrado - Il capoluogo era Belgrado. Lo strategos della regione non aveva uno stipendio da parte dell'Impero, ma riscuoteva le tasse dai soldati/contadini, da cui - come negli altri casi esaminati - tratteneva una sorta di stipendio commisurato ai suoi compiti. Forniva pochi arcieri a cavallo. Questo thema comprendeva quasi tutta l'ex Jugoslavia. Questa regione era più che altro un dominio, venne fondata nel 1014 con Basilio II Bulgaroctono, e cadde nel 1204, quando i crociati conquistarono Costantinopoli.

## Il declino dei themata

I themata nel 1045, sotto Costantino IX Monomaco.

Il sistema tematico fu gradualmente abbandonato nell'XI secolo. A partire dalla metà del X secolo, infatti, la staticità sociale garantita da questa ripartizione amministrativa e dalla figura dello stratiota, iniziò a rivelarsi controproducente per i grandi proprietari terrieri interessati ad appropriarsi delle terre dei villaggi. Anche lo Stato bizantino, in una dimostrazione di miopia economica e militare, cercò di risolvere il problema endemico dei ritardi delle comunità di villaggio nel pagamento delle tasse favorendo l'espansione del latifondo, fiscalmente molto meno problematico.
Ma la graduale perdita di coerenza del thema provocò la rovina degli stratioti, sostituiti dai soldati mecenari dei Tagmata e l'assoggettamento ai latifondisti di intere comunità di villaggio. In un impero ormai prevalentemente rurale, ciò significò l'inizio dello strapotere economico e politico delle grande famiglie latifondiste, che adesso potevano permettersi di insidiare lo stesso potere imperiale.
I limiti del sistema militare basato sulle truppe mercenarie, poi, si manifestarono nella mancata riconquista bizantina della Sicilia nel 1040 e soprattutto nella disastrosa disfatta subita dai Bizantini ad opera dei Turchi selgiuchidi a Manzicerta, dove 60 000 mercenari bizantini furono sconfitti da 20 000 Turchi.